# Eckerde
Eckerde è una frazione (Ortsteil) della città di Barsinghausen, nel land della Bassa Sassonia, in Germania.

## Storia
Già comune autonomo nel circondario di Linden, passò a quello di Hannover nel 1932
Fu soppresso il 1º luglio 1968 e unito al comune Goltern, di nuova istituzione.
Insieme con Goltren, fu unito a Barsinghausen il 1º marzo 1974.